# Foucaucourt-Hors-Nesle
 Foucaucourt-Hors-Nesle  es una población y comuna francesa, en la región de Picardía, departamento de Somme, en el distrito de Amiens y cantón de Oisemont.

## Demografía
| 83 | 82 | 80 | 77 | 81 | 68 | 73 |
| Para los censos de 1962 a 1999 la población legal corresponde a la población sin duplicidades (Fuente: INSEE [Consultar]) |    |    |    |    |    |    |